# Francisco Antón
Francisco Antón Sanz (Madrid, 20 de abril de 1909 - París, 14 de enero de 1976) fue un dirigente comunista español. Fue el compañero de Dolores Ibárruri, Pasionaria durante la Guerra Civil Española y los primeros años de la posguerra.

## Biografía
Francisco Antón Sanz nació en Madrid en 1909. Fue empleado de la Compañía de Ferrocarriles del Norte. Ingresó en el Partido Comunista de España en 1930, de la mano de su hermano Gregorio, que era secretario de organización del partido en Madrid. Cuando estalló la Guerra Civil, Antón era secretario del comité provincial de Madrid del Partido Comunista de España.
Al inicio de la contienda, formó parte del aparato de instrucción del Quinto Regimiento. En 1937 fue nombrado comisario del Ejército del Centro, a las órdenes del general Miaja. Cuando el 21 de octubre de 1937, el ministro de Defensa Nacional, Indalecio Prieto, decretó que el rango de comisario político quedaba limitado, en el caso de los reclutas, al de comisario de compañía, batallón y brigada, Francisco Antón pasó a ser comisario de la 49 Brigada Mixta el 15 de diciembre de 1937, lo que originó críticas por parte de los comunistas. Francisco Antón no se presentó, y fue expulsado del cuerpo de comisarios el 1 de abril de 1938. No obstante, el general Rojo lo nombró como su agregado civil en el Estado Mayor Central. Al finalizar la guerra se exilió en Francia, y siguió trabajando para la dirección del PCE en Francia. Tras el abandono del país por parte de los dirigentes más importantes del PCE, Antón quedó como responsable del partido en Francia. Sin embargo, tras la firma del pacto germano-soviético, los partidos comunistas fueron ilegalizados en Francia y Antón detenido y enviado al campo de internamiento de Vernet d'Ariège. Pudo salir de allí gracias a las gestiones de las autoridades soviéticas y enviado a la Unión Soviética a través de la Alemania nazi.
En la pugna por el liderazgo del PCE tras la muerte de José Díaz, Antón se alineó con Pasionaria, y fue enviado a México en 1943 para mantener la disciplina dentro del PCE ante la presencia de Jesús Hernández. Tras la liberación de Francia fue enviado allí, dirigiendo el partido en Francia junto con Santiago Carrillo. Formó parte del Buró Político del PCE de 1945 a 1953. Sin embargo, cayó en desgracia en los cincuenta y fue enviado a Polonia, con su esposa y sus dos hijas, donde pasó estrecheces y tuvo que trabajar en una fábrica entre diez y doce horas diarias para poder subsistir. Fue rehabilitado en 1957 y readmitido en el comité central del partido en 1964. Tras su rehabilitación, se instaló en Checoslovaquia, donde mostró su apoyo a la Primavera de Praga.